# Frühjahrskiemenfuß

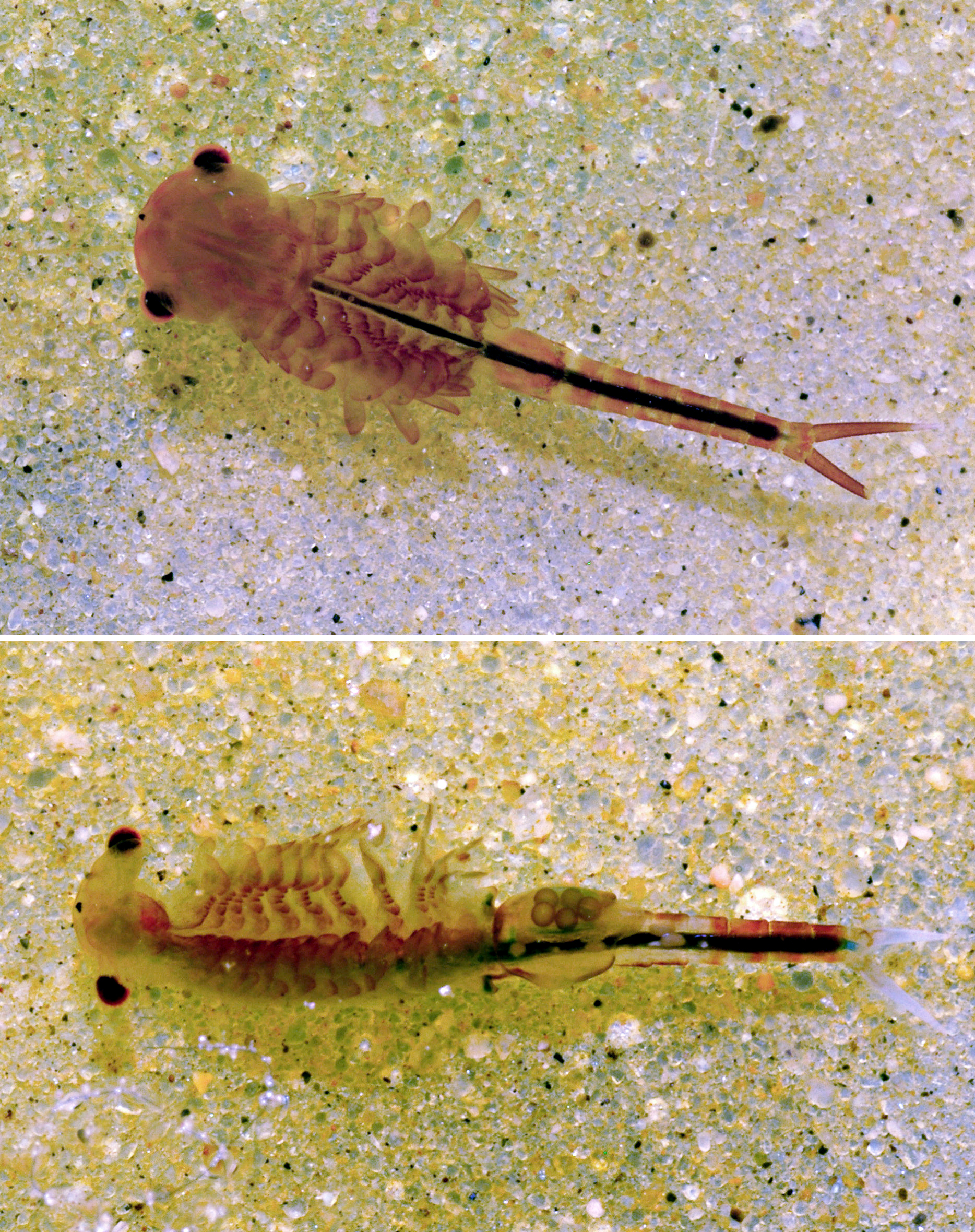
Frühlingskiemenfuß: oben ein Männchen (Blick von oben auf die Bauchseite), unten ein Weibchen mit Eiern im Brutsack

Der Frühjahrskiemenfuß (Eubranchipus grubii), auch Frühjahrs-Feenkrebs oder Grubes Kiemenfuß genannt, gehört zur Ordnung der Kiemenfüßer (Anostraca). Er lebt im Tiefland Ost-, Mittel- und Nordeuropas hauptsächlich in Augewässern und Waldtümpeln. 
Wegen seines eigentümlichen Aussehens und der Möglichkeit, viele Jahre in einer Zyste zu überdauern und erst bei günstigen Bedingungen zu schlüpfen, wird er wie der Salinenkrebs (Artemia salina) oft als „Urzeitkrebs“ bezeichnet und im Aquarium gehalten.

## Merkmale
Der Frühjahrskiemenfuß besitzt, wie alle Anostraca mit Ausnahme der Polyartemiidae, elf Paare von Blattfüßen (Phyllopodien), die vor allem durch den Innendruck der Körperflüssigkeit gestützt werden und weniger durch das Außenskelett. Diese blattförmigen Gliedmaßen dienen nicht nur der Fortbewegung, sondern auch der Atmung, was zu der Bezeichnung „Kiemenfuß“ geführt hat. Zwischen den Kiemenfüßen verläuft eine Nahrungsrinne.
Der Frühjahrskiemenfuß ist unspezifisch gefärbt, manchmal orange bis rötlich-braun und kann grünliche bis blaue Färbungen an den Gelenken und an den Grenzen der Segmente aufweisen. Die Komplexaugen sind gestielt.
Beide Geschlechter besitzen ein Paar fadenförmige, relativ kurze erste Antennen. Die zweiten Antennen sind bei den Männchen und den Weibchen unterschiedlich geformt. Bei den Männchen tragen sie lappenförmige Anhänge, die eingerollt werden können. Adulte Weibchen sind an den bauchseitig gelegenen Brutsäcken zu erkennen, die mit Eiern gefüllt sind. Die gegabelte Furca am Hinterleibsende ist bei den Weibchen durchscheinend hell.
Eine sichere Bestimmung der Art ist nur im männlichen Geschlecht möglich und ist schwierig, zur Bestimmung kann der Schlüssel von Brtek und Mura verwendet werden. Zur Bestimmung der, wenigen, in Deutschland vorkommenden Arten ist der Schlüssel von Engelmann verwendbar. Zu den Merkmalen der Familie Chirocephalidae gehören: Die Genitalsegmente des Männchens sind seitlich und bauchseitig merklich geschwollen, sie sind länger als breit. Es sind blasenförmige Samenbläschen (Vesiculae seminales) ausgebildet. Für die Bestimmung der Art wichtige Merkmale sind: Die Spitze des weichen, zurückziehbaren Teils der Begattungsorgane (Penes) ist in eine lange, stark sklerotisierte Spitze ausgezogen. Die Apophysen auf der Bauchseite der basalen Antennensegmente sind beim Männchen fusioniert, so dass sich ein stark sklerotisierter Fortsatz ergibt. Das vorletzte Rumpfsegment trägt beim Weibchen stark sklerotisierte seitliche Auswüchse.

## Verbreitung und Lebensraum

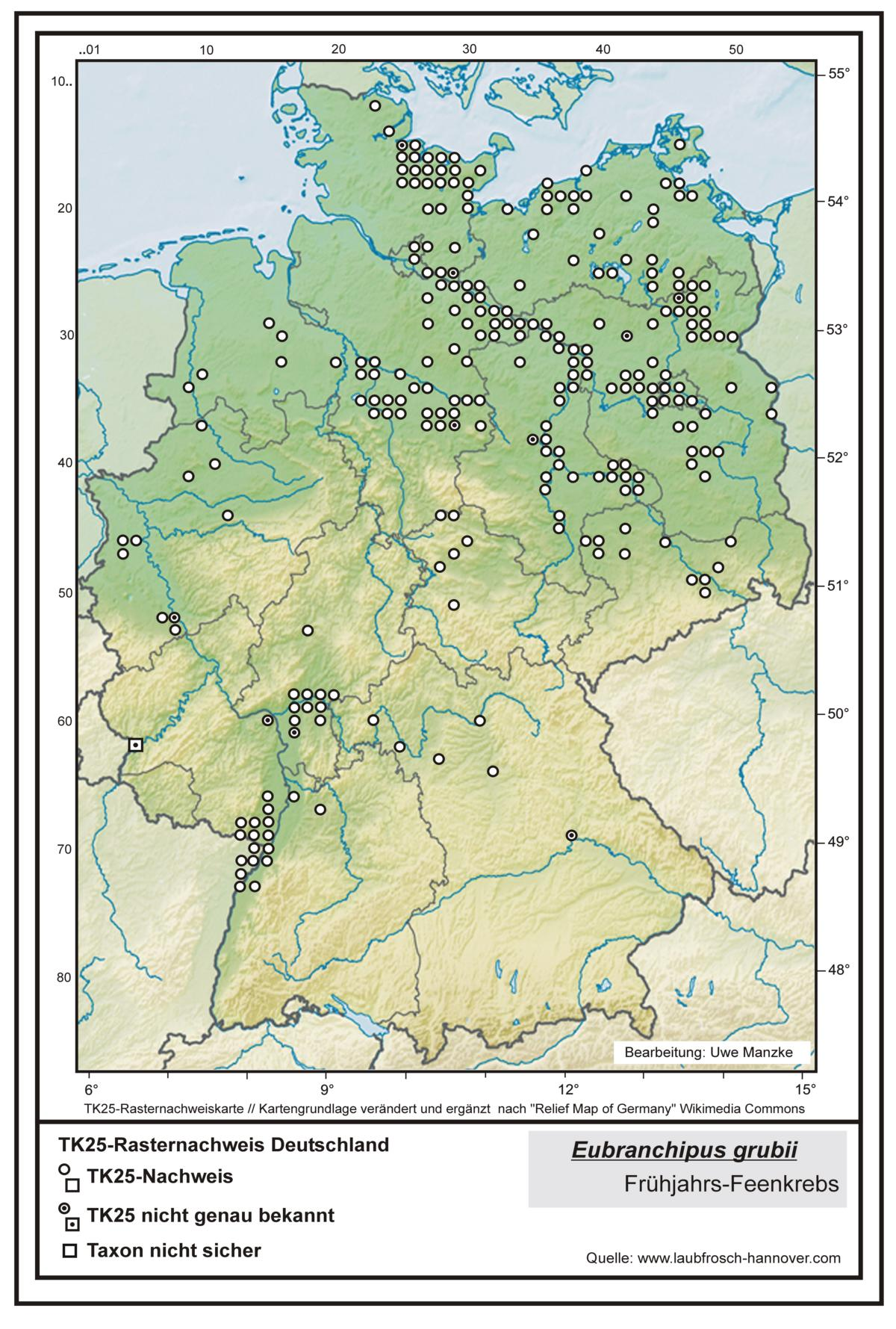
Rasterkarte mit Nachweisen in Deutschland

Der Frühjahrkiemenfuß kommt in Europa in Frankreich, den Niederlanden, Dänemark, Schweden, Deutschland, Polen, Ukraine, Russland, Tschechien, Slowakei, Ungarn, Österreich und in der Schweiz vor. 
Die Art bewohnt vorwiegend temporäre Kleingewässer wie Flutmulden und Überschwemmungstümpel sowie Auwaldtümpel in den Flussauen. Auch wassergefüllte Senken und Gräben vor allem in Laub- und Mischwäldern zählen zu ihrem Lebensraum, selten findet man den Krebs in offenen Wiesentümpeln.

## Lebensweise
Im zeitigen Frühjahr, oft schon im Januar oder Februar unter dem Eis der Gewässer, schlüpfen die Naupliuslarven aus den Zysten, in denen sie Trocken- und Kälteperioden überdauern können. Je nach Wasserstand kann sich der Schlupfzeitpunkt bis in den Mai erstrecken. Die Larven wachsen schnell heran und können nach bis zu 40 Häutungen in ein bis zwei Wochen die Geschlechtsreife erreichen. Kurz vor und auch während der Paarung halten die Männchen die Weibchen mit ihren Kieferzangen fest. Nach der Paarung entwickeln sich die Eier in den Eisäcken am Hinterleib der Weibchen. Sie fallen auf den Gewässergrund und können im Substrat mehrere Jahre andauernde Trockenheit überleben. Bei Überflutung durch Hochwasser oder Eindringen von Qualmwasser entwickelt sich eine neue Generation. Die dauerhaften Zysten können durch die Hochwasser an andere Orte eines Flusssystems gelangen, oder sie werden von Wasservögeln in andere Gewässer transportiert.
Die Frühjahrskiemenfüße schwimmen mit der Bauchseite nach oben im freien Wasser. Dabei filtern sie mit ihren Blattfüßen Plankton und Detrituspartikel aus dem Wasser. Bei sinkendem Wasserstand und höheren Wassertemperaturen und damit verbundener Sauerstoffzehrung sterben die adulten Tiere.

## Taxonomie
Die Art wurde von Benedykt Dybowski nach Tieren aus Berlin, unter dem Namen Branchipus grubii erstbeschrieben. Sie gehört heute innerhalb der Gattung Eubranchipus in die Untergattung Siphonophanes Simon, 1886 und ist deren einzige Art. Einige Autoren betrachteten die Untergattungen als eigenständig, die Art wurde dann mit dem synonymen Namen Siphonophanes grubii bezeichnet. Die Art ist von anderen Vertretern der Familie Chirocephalidae ausschließlich nach Merkmalen der Männchen (Form der Antennen und der Begattungsorgane) unterscheidbar.